# Тур WTA 2020
Тур WTA 2020 — серія елітних професійних тенісних турнірів, які проходили під егідою Жіночої тенісної асоціації (WTA) упродовж 2020 року. Календар Туру WTA 2020 повинен був містити 4 турніри Великого шолома (під егідою Міжнародної тенісної федерації (ITF)), Турніри WTA Premier (Premier Mandatory, Premier 5 і звичайні Premier), Турніри WTA International, Серія WTA 125K, Кубок Федерації (організований ITF), завершальні турніри сезону (Чемпіонат WTA і WTA Elite Trophy). Також до календаря 2020 належали Кубок Гопмана, організатором якого є ITF і  Літні Олімпійські ігри. Багато турнірів було перенесено або скасовано через епідемію коронавіруса, у тому числі Вімблдонський турнір та Олімпійські ігри.

## Розклад
Нижче наведено повний розклад турнірів на 2020 рік, включаючи перелік тенісистів, які дійшли на турнірах щонайменше до чвертьфіналу.
Легенда
| Турніри Великого шолома      |
| Чемпіонати закінчення сезону |
| WTA Premier Mandatory        |
| WTA Premier 5                |
| WTA Premier                  |
| WTA International            |
| Командні змагання            |

### Січень
| Тиждень           | Турнір | Чемпіонки                                              | Фіналістки                        | Півфіналістки                      | Чвертьфіналістки                                                |
| ----------------- | --- | ------------------------------------------------------ | --------------------------------- | ---------------------------------- | --------------------------------------------------------------- |
| 6 січня           | Brisbane International Брисбен, Австралія WTA Premier $1,500,000 – Тверде – 30S/32Q/16D Одиночний розряд – Парний розряд                                    | Кароліна Плішкова 6–4, 4–6, 7–5                        | Медісон Кіз                       | Петра Квітова Осака Наомі          | Дженніфер Брейді Деніел Колінз Кікі Бертенс Алісон Ріск         |
| 6 січня           | Brisbane International Брисбен, Австралія WTA Premier $1,500,000 – Тверде – 30S/32Q/16D Одиночний розряд – Парний розряд                                    | Сє Шувей Барбора Стрицова 3–6, 7–6(9–7), [10–8]        | Ешлі Барті Кікі Бертенс           | Петра Квітова Осака Наомі          | Дженніфер Брейді Деніел Колінз Кікі Бертенс Алісон Ріск         |
| 6 січня           | Shenzhen Open Шеньчжень, КНР WTA International $775,000 – Тверде – 32S/16Q/16D Одиночний розряд – Парний розряд                                             | Олександрова Катерина Євгенівна 6–2, 6–4               | Олена Рибакіна                    | Гарбінє Мугуруса Крістина Плішкова | Заріна Діяс Ван Цян Елісе Мертенс Катерина Бондаренко           |
| 6 січня           | Shenzhen Open Шеньчжень, КНР WTA International $775,000 – Тверде – 32S/16Q/16D Одиночний розряд – Парний розряд                                             | Барбора Крейчикова Катержина Сінякова 6–2, 3–6, [10–4] | Дуань Інін Чжен Сайсай            | Гарбінє Мугуруса Крістина Плішкова | Заріна Діяс Ван Цян Елісе Мертенс Катерина Бондаренко           |
| 6 січня           | Auckland Open Окленд (Нова Зеландія), Нова Зеландія WTA International $275,000 – Тверде – 32S/32Q/16D Одиночний розряд – Парний розряд                      | Серена Вільямс 6–3, 6–4                                | Джессіка Пегула                   | Аманда Анісімова Каролін Возняцкі  | Лаура Зігемунд Ежені Бушар Юлія Гергес Алізе Корне              |
| 6 січня           | Auckland Open Окленд (Нова Зеландія), Нова Зеландія WTA International $275,000 – Тверде – 32S/32Q/16D Одиночний розряд – Парний розряд                      | Ейжа Мугаммад Тейлор Таунсенд 6–4, 6–4                 | Серена Вільямс Каролін Возняцкі   | Аманда Анісімова Каролін Возняцкі  | Лаура Зігемунд Ежені Бушар Юлія Гергес Алізе Корне              |
| 13 січня          | Adelaide International Аделаїда, Австралія WTA Premier $848,000 – Тверде – 30S/24Q/16D Одиночний розряд – Парний розряд                                     | Ешлі Барті 6–2, 7–5                                    | Даяна Ястремська                  | Деніел Колінз Арина Соболенко      | Маркета Вондроушова Белінда Бенчич Донна Векич Симона Халеп     |
| 13 січня          | Adelaide International Аделаїда, Австралія WTA Premier $848,000 – Тверде – 30S/24Q/16D Одиночний розряд – Парний розряд                                     | Ніколь Меліхар Сюй Їфань 2–6, 7–5, [10–5]              | Габріела Дабровскі Дарія Юрак     | Деніел Колінз Арина Соболенко      | Маркета Вондроушова Белінда Бенчич Донна Векич Симона Халеп     |
| 13 січня          | Hobart International Гобарт, Австралія WTA International $275,000 – Тверде – 32S/24Q/16D Одиночний розряд – Парний розряд                                   | Олена Рибакіна 7–6(9–7), 6–3                           | Чжан Шуай                         | Гезер Вотсон Вероніка Кудерметова  | Елісе Мертенс Лізетт Кабрера Лорен Девіс Гарбінє Мугуруса       |
| 13 січня          | Hobart International Гобарт, Австралія WTA International $275,000 – Тверде – 32S/24Q/16D Одиночний розряд – Парний розряд                                   | Надія Кіченок Саня Мірза 6–4, 6–4                      | Пен Шуай Чжан Шуай                | Гезер Вотсон Вероніка Кудерметова  | Елісе Мертенс Лізетт Кабрера Лорен Девіс Гарбінє Мугуруса       |
| 20 січня 27 січня | Відкритий чемпіонат Австралії з тенісу 2020 Мельбурн, Австралія Grand Slam A$32,846,000 – Тверде 128S/128Q/64D/32X Одиночний розряд – Парний розряд – Мікст | Софія Кенін 4–6, 6–2, 6–2                              | Гарбінє Мугуруса                  | Ешлі Барті Симона Халеп            | Петра Квітова Унс Джабір Анетт Контавейт Анастасія Павлюченкова |
| 20 січня 27 січня | Відкритий чемпіонат Австралії з тенісу 2020 Мельбурн, Австралія Grand Slam A$32,846,000 – Тверде 128S/128Q/64D/32X Одиночний розряд – Парний розряд – Мікст | Тімеа Бабош Крістіна Младенович 6–2, 6–1               | Сє Шувей Барбора Стрицова         | Ешлі Барті Симона Халеп            | Петра Квітова Унс Джабір Анетт Контавейт Анастасія Павлюченкова |
| 20 січня 27 січня | Відкритий чемпіонат Австралії з тенісу 2020 Мельбурн, Австралія Grand Slam A$32,846,000 – Тверде 128S/128Q/64D/32X Одиночний розряд – Парний розряд – Мікст | Барбора Крейчикова Нікола Мектич 5–7, 6–4, [10–1]      | Бетані Маттек-Сендс Джеймі Маррей | Ешлі Барті Симона Халеп            | Петра Квітова Унс Джабір Анетт Контавейт Анастасія Павлюченкова |

### Лютий
| Тиждень   | Турнір | Чемпіонки | Фіналістки | Півфіналістки                                             | Чвертьфіналістки                                                   |
| --------- | --- | --- | --- | --------------------------------------------------------- | ------------------------------------------------------------------ |
| 3 лютого  | Fed Cup Qualifying Round Еверетт (Вашингтон), США – Тверде (i) Гаага, Нідерландські Антильські острови – Ґрунт (i) Клуж-Напока, Румунія – Тверде (i) Флоріанополіс, Бразилія – Ґрунт Картахена (Іспанія), Іспанія – Ґрунт Біль (місто), Швейцарія – Тверде (i) Кортрейк, Бельгія – Тверде (i) Братислава, Словаччина – Ґрунт (i) | Перемогли у чвертьфіналах · - Сполучені Штати Америки 3–2 - Білорусь 3–2 - Росія 3–2 - Німеччина 4–0 - Іспанія 3–1 - Швейцарія 3–1 - Бельгія 3–1 - Словаччина 3–1 | Програли у чвертьфіналах · - Латвія - Нідерланди - Румунія - Бразилія - Японія - Канада - Казахстан - Велика Британія |                                                           |                                                                    |
| 10 лютого | St. Petersburg Ladies Trophy Санкт-Петербург, Росія WTA Premier $848,000 – Тверде (i) – 28S/24Q/16D Одиночний розряд – Парний розряд | Кікі Бертенс 6–1, 6–3 | Олена Рибакіна | Марія Саккарі Олександрова Катерина Євгенівна             | Белінда Бенчич Осеан Доден Петра Квітова Анастасія Потапова        |
| 10 лютого | St. Petersburg Ladies Trophy Санкт-Петербург, Росія WTA Premier $848,000 – Тверде (i) – 28S/24Q/16D Одиночний розряд – Парний розряд | Аояма Сюко Ена Сібахара 4–6, 6–0, [10–3] | Кейтлін Крістіан Алекса Гуарачі                                                                                       | Марія Саккарі Олександрова Катерина Євгенівна             | Белінда Бенчич Осеан Доден Петра Квітова Анастасія Потапова        |
| 10 лютого | Thailand Open Hua Hin, Таїланд WTA International $275,000 – Тверде – 32S/24Q/16D Одиночний розряд – Парний розряд | Магда Лінетт 6–3, 6–2 | Леонія Кюнг | Хібіно Нао Патрісія Марія Тіг                             | Еліна Світоліна Ван Цян Чжен Сайсай Ван Сю                         |
| 10 лютого | Thailand Open Hua Hin, Таїланд WTA International $275,000 – Тверде – 32S/24Q/16D Одиночний розряд – Парний розряд | Аріна Родіонова Сторм Сендерз 6–3, 6–3 | Барбара Гаас Еллен Перес                                                                                              | Хібіно Нао Патрісія Марія Тіг                             | Еліна Світоліна Ван Цян Чжен Сайсай Ван Сю                         |
| 17 лютого | Dubai Tennis Championships Дубай (місто), ОАЕ WTA Premier $2,908,770 – Тверде – 30S/48Q/28D Одиночний розряд – Парний розряд | Симона Халеп 3–6, 6–3, 7–6(7–5) | Олена Рибакіна | Дженніфер Брейді Петра Мартич                             | Арина Соболенко Гарбінє Мугуруса Анетт Контавейт Кароліна Плішкова |
| 17 лютого | Dubai Tennis Championships Дубай (місто), ОАЕ WTA Premier $2,908,770 – Тверде – 30S/48Q/28D Одиночний розряд – Парний розряд | Сє Шувей Барбора Стрицова 7–5, 3–6, [10–5] | Барбора Крейчикова Чжен Сайсай                                                                                        | Дженніфер Брейді Петра Мартич                             | Арина Соболенко Гарбінє Мугуруса Анетт Контавейт Кароліна Плішкова |
| 17 лютого | Hungarian Ladies Open Дебрецен, Угорщина WTA International $275,000 – Тверде (i) – 32S/24Q/16D Одиночний розряд – Парний розряд | Відмінений через непорозуміння між організаторами та WTA. | Відмінений через непорозуміння між організаторами та WTA.                                                             | Відмінений через непорозуміння між організаторами та WTA. | Відмінений через непорозуміння між організаторами та WTA.          |
| 24 лютого | Qatar Open Доха, Катар WTA Premier 5 $3,240,445 – Тверде – 56S/32Q/28D Одиночний розряд – Парний розряд | Арина Соболенко 6–3, 6–3 | Петра Квітова | Ешлі Барті Світлана Кузнецова                             | Гарбінє Мугуруса Унс Джабір Белінда Бенчич Чжен Сайсай             |
| 24 лютого | Qatar Open Доха, Катар WTA Premier 5 $3,240,445 – Тверде – 56S/32Q/28D Одиночний розряд – Парний розряд | Сє Шувей Барбора Стрицова 6–2, 5–7, [10–2] | Габріела Дабровскі Олена Остапенко                                                                                    | Ешлі Барті Світлана Кузнецова                             | Гарбінє Мугуруса Унс Джабір Белінда Бенчич Чжен Сайсай             |
| 24 лютого | Mexican Open Акапулько, Мексика WTA International $275,000 – Тверде – 32S/24Q/16D Одиночний розряд – Парний розряд | Гезер Вотсон 6–4, 6–7(8–10), 6–1 | Лейла Анні Фернандес                                                                                                  | Рената Сарасуа Ван Сю                                     | Тамара Зіданшек Анастасія Потапова Крістіна Макгейл Чжу Лінь       |
| 24 лютого | Mexican Open Акапулько, Мексика WTA International $275,000 – Тверде – 32S/24Q/16D Одиночний розряд – Парний розряд | Дезіре Кравчик Джуліана Ольмос 6–3, 7–6(7–5) | Катерина Бондаренко Шерон Фічмен                                                                                      | Рената Сарасуа Ван Сю                                     | Тамара Зіданшек Анастасія Потапова Крістіна Макгейл Чжу Лінь       |

### Березень
| Тиждень               | Турнір | Чемпіонки                                         | Фіналістки                              | Півфіналістки                      | Чвертьфіналістки                                                   |
| --------------------- | --- | ------------------------------------------------- | --------------------------------------- | ---------------------------------- | ------------------------------------------------------------------ |
| 2 березня             | WTA Lyon Open Ліон, Франція WTA International $275,000 – Тверде (i) – 32S/24Q/16D Одиночний розряд – Парний розряд   | Софія Кенін 6–2, 4–6, 6–4                         | Анна-Лена Фрідзам                       | Алісон ван Ейтванк Дарія Касаткіна | Осеан Доден Каролін Гарсія Каміла Джорджі Вікторія Кужмова         |
| 2 березня             | WTA Lyon Open Ліон, Франція WTA International $275,000 – Тверде (i) – 32S/24Q/16D Одиночний розряд – Парний розряд   | Лаура Йоана Пар Юлія Вахачик 7–5, 6–4             | Леслей Паттінама Керкгове Бібіана Схофс | Алісон ван Ейтванк Дарія Касаткіна | Осеан Доден Каролін Гарсія Каміла Джорджі Вікторія Кужмова         |
| 2 березня             | Monterrey Open Монтеррей, Мексика WTA International $275,000 – Тверде – 32S/24Q/16D Одиночний розряд – Парний розряд | Еліна Світоліна 7–5, 4–6, 6–4                     | Марія Бузкова                           | Аранча Рус Джоанна Конта           | Лейла Анні Фернандес Ребекка Петерсон Ван Яфань Анастасія Потапова |
| 2 березня             | Monterrey Open Монтеррей, Мексика WTA International $275,000 – Тверде – 32S/24Q/16D Одиночний розряд – Парний розряд | Катерина Бондаренко Шерон Фічмен 4–6, 6–3, [10–7] | Като Мію Ван Яфань                      | Аранча Рус Джоанна Конта           | Лейла Анні Фернандес Ребекка Петерсон Ван Яфань Анастасія Потапова |
| 9 березня 16 березня  | Мастерс Індіан-Веллс Індіан-Веллс (Каліфорнія), США WTA Premier Mandatory                                            | Відкладено через коронавірус.                     | Відкладено через коронавірус.           | Відкладено через коронавірус.      | Відкладено через коронавірус.                                      |
| 23 березня 30 березня | Мастерс Маямі Маямі-Дейд, США WTA Premier Mandatory                                                                  | Відмінено через коронавірус.                      | Відмінено через коронавірус.            | Відмінено через коронавірус.       | Відмінено через коронавірус.                                       |

### Квітень
| Тиждень   | Турнір                                                       | Чемпіонки                     | Фіналістки                    | Півфіналістки                 | Чвертьфіналістки              |
| --------- | ------------------------------------------------------------ | ----------------------------- | ----------------------------- | ----------------------------- | ----------------------------- |
| 6 квітня  | Volvo Car Open Чарлстон (Південна Кароліна), США WTA Premier | Відмінено через коронавірус.  | Відмінено через коронавірус.  | Відмінено через коронавірус.  | Відмінено через коронавірус.  |
| 6 квітня  | Copa Colsanitas Santander Богота, Колумбія WTA International | Відмінено через коронавірус.  | Відмінено через коронавірус.  | Відмінено через коронавірус.  | Відмінено через коронавірус.  |
| 13 квітня | Fed Cup Finals Будапешт, Угорщина                            | Відкладено через коронавірус. | Відкладено через коронавірус. | Відкладено через коронавірус. | Відкладено через коронавірус. |
| 20 квітня | Porsche Tennis Grand Prix Штутгарт, Німеччина WTA Premier    | Відкладено через коронавірус. | Відкладено через коронавірус. | Відкладено через коронавірус. | Відкладено через коронавірус. |
| 20 квітня | Istanbul Cup Стамбул, Туреччина WTA International            | Відкладено через коронавірус. | Відкладено через коронавірус. | Відкладено через коронавірус. | Відкладено через коронавірус. |
| 27 квітня | WTA Prague Open Прага, Чехія WTA International               | Відкладено через коронавірус. | Відкладено через коронавірус. | Відкладено через коронавірус. | Відкладено через коронавірус. |

### Травень
| Тиждень            | Турнір                                                            | Чемпіонки                                 | Фіналістки                                | Півфіналістки                             | Чвертьфіналістки                          |
| ------------------ | ----------------------------------------------------------------- | ----------------------------------------- | ----------------------------------------- | ----------------------------------------- | ----------------------------------------- |
| 4 травня           | Мастерс Мадрид Мадрид, Іспанія WTA Premier Mandatory              | Відкладено через коронавірус.             | Відкладено через коронавірус.             | Відкладено через коронавірус.             | Відкладено через коронавірус.             |
| 11 травня          | Мастерс Рим Рим, Італія WTA Premier 5                             | Відкладено через коронавірус.             | Відкладено через коронавірус.             | Відкладено через коронавірус.             | Відкладено через коронавірус.             |
| 18 травня          | Internationaux de Strasbourg Страсбург, Франція WTA International | Відкладено через коронавірус.             | Відкладено через коронавірус.             | Відкладено через коронавірус.             | Відкладено через коронавірус.             |
| 18 травня          | Гран-прі принцеси Лалли Мер'єм Рабат, Марокко WTA International   | Відкладено через коронавірус.             | Відкладено через коронавірус.             | Відкладено через коронавірус.             | Відкладено через коронавірус.             |
| 25 травня 1 червня | French Open Париж, Франція Grand Slam                             | Перенесено на вересень через коронавірус. | Перенесено на вересень через коронавірус. | Перенесено на вересень через коронавірус. | Перенесено на вересень через коронавірус. |

### Червень
| Тиждень           | Турнір                                                                                             | Чемпіонки                    | Фіналістки                   | Півфіналістки                | Чвертьфіналістки             |
| ----------------- | -------------------------------------------------------------------------------------------------- | ---------------------------- | ---------------------------- | ---------------------------- | ---------------------------- |
| 8 червня          | Nottingham Open Ноттінгем, Great Britain WTA International                                         | Відмінено через коронавірус. | Відмінено через коронавірус. | Відмінено через коронавірус. | Відмінено через коронавірус. |
| 8 червня          | Rosmalen Grass Court Championships Гертогенбос, Нідерландські Антильські острови WTA International | Відмінено через коронавірус. | Відмінено через коронавірус. | Відмінено через коронавірус. | Відмінено через коронавірус. |
| 15 червня         | German Open Берлін, Німеччина WTA Premier                                                          | Відмінено через коронавірус. | Відмінено через коронавірус. | Відмінено через коронавірус. | Відмінено через коронавірус. |
| 15 червня         | Birmingham Classic Бірмінгем, Great Britain WTA International $275,000 – Трава – 32S/24Q/16D       | Відмінено через коронавірус. | Відмінено через коронавірус. | Відмінено через коронавірус. | Відмінено через коронавірус. |
| 22 червня         | Eastbourne International Істборн, Great Britain WTA Premier                                        | Відмінено через коронавірус. | Відмінено через коронавірус. | Відмінено через коронавірус. | Відмінено через коронавірус. |
| 22 червня         | Bad Homburg Open Бад-Гомбург, Німеччина WTA International                                          | Відмінено через коронавірус. | Відмінено через коронавірус. | Відмінено через коронавірус. | Відмінено через коронавірус. |
| 29 червня 6 липня | Вімблдонський турнір Лондон, Great Britain Grand Slam                                              | Відмінено через коронавірус. | Відмінено через коронавірус. | Відмінено через коронавірус. | Відмінено через коронавірус. |

### Липень
| Тиждень  | Турнір                                                      | Чемпіонки              | Фіналістки             | Півфіналістки          | Чвертьфіналістки       |
| -------- | ----------------------------------------------------------- | ---------------------- | ---------------------- | ---------------------- | ---------------------- |
| 13 липня | Bucharest Open Бухарест, Румунія WTA International          | Відкладено             | Відкладено             | Відкладено             | Відкладено             |
| 13 липня | WTA Swiss Open Лозанна, Швейцарія WTA International         | Відкладено             | Відкладено             | Відкладено             | Відкладено             |
| 20 липня | Baltic Open Юрмала, Латвія WTA International                | Відкладено             | Відкладено             | Відкладено             | Відкладено             |
| 27 липня | Літні олімпійські ігри Токіо, Японія Літні Олімпійські Ігри | Перенесено на 2021 рік | Перенесено на 2021 рік | Перенесено на 2021 рік | Перенесено на 2021 рік |

### Серпень
| Тиждень             | Турнір | Чемпіонки                                  | Фіналістки                              | Півфіналістки                        | Чвертьфіналістки                                                        |
| ------------------- | --- | ------------------------------------------ | --------------------------------------- | ------------------------------------ | ----------------------------------------------------------------------- |
| 3 серпня            | Palermo Open Палермо, Італія WTA International €163,103 – Ґрунт (Red) – 32S/32Q/16D Одиночний розряд – Парний розряд                                                          | Фіона Ферро 6–2, 7–5                       | Анетт Контавейт                         | Петра Мартич Каміла Джорджі          | Олександра Саснович Elisabetta Cocciaretto Сара Еррані Даяна Ястремська |
| 3 серпня            | Palermo Open Палермо, Італія WTA International €163,103 – Ґрунт (Red) – 32S/32Q/16D Одиночний розряд – Парний розряд                                                          | Аранча Рус Тамара Зіданшек 7–5, 7–5        | Elisabetta Cocciaretto Мартіна Тревізан | Петра Мартич Каміла Джорджі          | Олександра Саснович Elisabetta Cocciaretto Сара Еррані Даяна Ястремська |
| 10 серпня           | Prague Open Прага, Чехія WTA International $225,500 – Ґрунт (Red) – 32S/32Q/16D Одиночний розряд – Парний розряд                                                              | Сімона Халеп 6–2, 7–5                      | Елісе Мертенс                           | Ірина-Камелія Бегу Крістіна Плішкова | Магдалена Френх Сара Соррібес Тормо Ежені Бушар Ана Богдан              |
| 10 серпня           | Prague Open Прага, Чехія WTA International $225,500 – Ґрунт (Red) – 32S/32Q/16D Одиночний розряд – Парний розряд                                                              | Луціє Градецька Крістіна Плішкова 6–2, 6–2 | Моніка Нікулеску Ралука Олару           | Ірина-Камелія Бегу Крістіна Плішкова | Магдалена Френх Сара Соррібес Тормо Ежені Бушар Ана Богдан              |
| 10 серпня           | Top Seed Open Лексінгтон (Кентуккі), США WTA International $225,500 – Тверде – 32S/24Q/16D Одиночний розряд – Парний розряд                                                   | Дженніфер Брейді 6–3, 6–4                  | Джил Тайхманн                           | Шелбі Роджерс Корі Гофф              | Серена Вільямс Кетрін Белліс Марія Бузкова Унс Джабір                   |
| 10 серпня           | Top Seed Open Лексінгтон (Кентуккі), США WTA International $225,500 – Тверде – 32S/24Q/16D Одиночний розряд – Парний розряд                                                   | Гейлі Картер Луїза Стефані 6–1, 7–5        | Марія Бузкова Джил Тайхманн             | Шелбі Роджерс Корі Гофф              | Серена Вільямс Кетрін Белліс Марія Бузкова Унс Джабір                   |
| 17 серпня           | Cincinnati Masters | Перенесено на 22 серпня до Нью-Йорка       | Перенесено на 22 серпня до Нью-Йорка    | Перенесено на 22 серпня до Нью-Йорка | Перенесено на 22 серпня до Нью-Йорка                                    |
| 24 серпня           | Western & Southern Open 2020\|Western & Southern Open\|Western & Southern Open Нью-Йорк, США WTA Premier 5 $2,250,829 – Тверде – 56S/48Q/32D Одиночний розряд – Парний розряд | Вікторія Азаренко Walkover                 | Осака Наомі                             | Елісе Мертенс Джоанна Конта          | Джессіка Пегула Анетт Контавейт Марія Саккарі Унс Джабір                |
| 24 серпня           | Western & Southern Open 2020\|Western & Southern Open\|Western & Southern Open Нью-Йорк, США WTA Premier 5 $2,250,829 – Тверде – 56S/48Q/32D Одиночний розряд – Парний розряд | Квета Пешке Демі Схюрс 6–1, 4–6, [10–4]    | Ніколь Меліхар Сюй Їфань                | Елісе Мертенс Джоанна Конта          | Джессіка Пегула Анетт Контавейт Марія Саккарі Унс Джабір                |
| 31 серпня 7 вересня | U.S. Open New York City, США Grand Slam $21,656,000 – Тверде 128S/32D Одиночний розряд – Парний розряд                                                                        | Осака Наомі 1–6, 6–3, 6–3                  | Вікторія Азаренко                       | Дженніфер Брейді Серена Вільямс      | Юлія Путінцева Шелбі Роджерс Цветана Піронкова Елісе Мертенс            |
| 31 серпня 7 вересня | U.S. Open New York City, США Grand Slam $21,656,000 – Тверде 128S/32D Одиночний розряд – Парний розряд                                                                        | Лаура Зігемунд Віра Звонарьова 6–4, 6–4    | Ніколь Меліхар Сюй Їфань                | Дженніфер Брейді Серена Вільямс      | Юлія Путінцева Шелбі Роджерс Цветана Піронкова Елісе Мертенс            |

### Вересень
| Тиждень             | Турнір | Чемпіонки                                | Фіналістки                     | Півфіналістки                        | Чвертьфіналістки                                                 |
| ------------------- | --- | ---------------------------------------- | ------------------------------ | ------------------------------------ | ---------------------------------------------------------------- |
| 7 вересня           | İstanbul Open Стамбул, Туреччина WTA International $225,500 – Ґрунт (Red) – 30S/16Q/16D Одиночний розряд – Парний розряд               | Патрісія Марія Тіг 2–6, 6–1, 7–6(7–4)    | Ежені Бушар                    | Паула Бадоса Тереза Мартінцова       | Данка Ковініч Полона Герцог Олександра Саснович Ребекка Петерсон |
| 7 вересня           | İstanbul Open Стамбул, Туреччина WTA International $225,500 – Ґрунт (Red) – 30S/16Q/16D Одиночний розряд – Парний розряд               | Алекса Гуарачі Дезіре Кравчик 6–1, 6–3   | Еллен Перес Сторм Сендерз      | Паула Бадоса Тереза Мартінцова       | Данка Ковініч Полона Герцог Олександра Саснович Ребекка Петерсон |
| 14 вересня          | Italian Open Рим, Італія WTA Premier 5 €1,692,169 – Ґрунт (Red) – 56S/32Q/28D Одиночний розряд – Парний розряд                         | Сімона Халеп 6–0, 2–1, ret.              | Кароліна Плішкова              | Гарбінє Мугуруса Маркета Вондроушова | Юлія Путінцева Вікторія Азаренко Еліна Світоліна Елісе Мертенс   |
| 14 вересня          | Italian Open Рим, Італія WTA Premier 5 €1,692,169 – Ґрунт (Red) – 56S/32Q/28D Одиночний розряд – Парний розряд                         | Сє Шувей Барбора Стрицова 6–2, 6–2       | Анна-Лена Фрідзам Ралука Олару | Гарбінє Мугуруса Маркета Вондроушова | Юлія Путінцева Вікторія Азаренко Еліна Світоліна Елісе Мертенс   |
| 21 вересня          | Internationaux de Strasbourg Страсбург, Франція WTA International $225,500 – Ґрунт (Red) – 30S/8Q/16D Одиночний розряд – Парний розряд | Еліна Світоліна 6–4, 1–6, 6–2            | Олена Рибакіна                 | Хібіно Нао Соболенко Аріна Сергіївна | Олена Остапенко Чжан Шуай Катержина Сінякова Джил Тайхманн       |
| 21 вересня          | Internationaux de Strasbourg Страсбург, Франція WTA International $225,500 – Ґрунт (Red) – 30S/8Q/16D Одиночний розряд – Парний розряд | Ніколь Меліхар Демі Схюрс 6–4, 6–3       | Гейлі Картер Луїза Стефані     | Хібіно Нао Соболенко Аріна Сергіївна | Олена Остапенко Чжан Шуай Катержина Сінякова Джил Тайхманн       |
| 28 вересня 5 жовтня | French Open Париж, Франція Grand Slam € – Ґрунт (Red) 128S/96Q/64D/32X Одиночний розряд – Парний розряд                                | Іга Швйонтек 6–4, 6–1                    | Софія Кенін                    | Надія Подороська Петра Квітова       | Мартіна Тревізан Еліна Світоліна Деніел Колінз Лаура Зігемунд    |
| 28 вересня 5 жовтня | French Open Париж, Франція Grand Slam € – Ґрунт (Red) 128S/96Q/64D/32X Одиночний розряд – Парний розряд                                | Тімеа Бабош Крістіна Младенович 6–4, 7–5 | Алекса Гуарачі Дезіре Кравчик  | Надія Подороська Петра Квітова       | Мартіна Тревізан Еліна Світоліна Деніел Колінз Лаура Зігемунд    |

### Жовтень
| Тиждень   | Турнір | Чемпіонки                                        | Фіналістки                       | Півфіналістки                  | Чвертьфіналістки                                                  |
| --------- | --- | ------------------------------------------------ | -------------------------------- | ------------------------------ | ----------------------------------------------------------------- |
| 5 жовтня  | China Open (теніс) Пекін, КНР WTA Premier Mandatory $ – Тверде – 60S/32Q/28D                                 | Відмінено через коронавірус.                     | Відмінено через коронавірус.     | Відмінено через коронавірус.   | Відмінено через коронавірус.                                      |
| 12 жовтня | Hong Kong Tennis Open Гонконг WTA International $525,000 – Тверде – 32S/24Q/16D                              | Відмінено через коронавірус.                     | Відмінено через коронавірус.     | Відмінено через коронавірус.   | Відмінено через коронавірус.                                      |
| 12 жовтня | Linz Open Лінц, Австрія WTA International $275,000 – Тверде (i) – 32S/24Q/16D                                | Відмінено через коронавірус.                     | Відмінено через коронавірус.     | Відмінено через коронавірус.   | Відмінено через коронавірус.                                      |
| 12 жовтня | Tianjin Open Тяньцзінь, КНР WTA International $275,000 – Тверде – 32S/24Q/16D                                | Відмінено через коронавірус.                     | Відмінено через коронавірус.     | Відмінено через коронавірус.   | Відмінено через коронавірус.                                      |
| 19 жовтня | Кубок Кремля Москва, Росія WTA Premier $ – Тверде (i) – 28S/24Q/16D                                          | Відмінено через коронавірус.                     | Відмінено через коронавірус.     | Відмінено через коронавірус.   | Відмінено через коронавірус.                                      |
| 19 жовтня | BGL Luxembourg Open Люксембург WTA International $275,000 – Тверде (i) – 32S/24Q/16D                         | Відмінено через коронавірус.                     | Відмінено через коронавірус.     | Відмінено через коронавірус.   | Відмінено через коронавірус.                                      |
| 19 жовтня | Ostrava Open Острава, Чехія WTA Premier $528,500 – Тверде (i) – 28S/24Q/16D Одиночний розряд – Парний розряд | Соболенко Аріна Сергіївна 6–2, 6–2               | Вікторія Азаренко                | Марія Саккарі Дженніфер Брейді | Унс Джабір Елісе Мертенс Сара Соррібес Тормо Вероніка Кудерметова |
| 19 жовтня | Ostrava Open Острава, Чехія WTA Premier $528,500 – Тверде (i) – 28S/24Q/16D Одиночний розряд – Парний розряд | Елісе Мертенс Соболенко Аріна Сергіївна 6–1, 6–3 | Габріела Дабровскі Луїза Стефані | Марія Саккарі Дженніфер Брейді | Унс Джабір Елісе Мертенс Сара Соррібес Тормо Вероніка Кудерметова |
| 26 жовтня | WTA Elite Trophy Чжухай, КНР Рік-end championships $2,600,000 – Тверде – 12S(RR)/6D(RR)                      | Відмінено через коронавірус.                     | Відмінено через коронавірус.     | Відмінено через коронавірус.   | Відмінено через коронавірус.                                      |

### Листопад
| Тиждень     | Турнір | Чемпіонки                    | Фіналістки                   | Півфіналістки                | Чвертьфіналістки             |
| ----------- | --- | ---------------------------- | ---------------------------- | ---------------------------- | ---------------------------- |
| 2 листопада | WTA Finals Шеньчжень, КНР Фінал туру WTA $14,000,000 – Тверде (i) – 8S(RR)/8D(RR) Одиночний розряд – Парний розряд | Відмінено через коронавірус. | Відмінено через коронавірус. | Відмінено через коронавірус. | Відмінено через коронавірус. |

## Завершили кар'єру
Тенісистки, які були у першій сотні одиночного або парного рейтингу і оголосили про завершення кар'єри 2022 року:
- Marjolein Buis[13]
- Естрелья Кабеса Кандела[14]
- Фудзівара Ріка
- Юлія Гергес[15]
- Джеймі Гемптон[16]
- Юганна Ларссон[17]
- Катерина Макарова[18]
- Марія Хосе Мартінес Санчес[19]
- Джессіка Мор[20]
- Александрина Найденова[21]
- Роміна Опранді[22][23]
- Полін Пармантьє[24][25]
- Тельяна Перейра[26][27]
- Магдалена Рибарикова[28]
- Марія Шарапова[29][30]
- Сільвія Солер Еспіноза[31]
- Анна Татішвілі[32]
- Каролін Возняцкі[33][34]

## Повернулись
Відновили участь у турнірах:
- Кім Клейстерс[35]
- Цветана Піронкова